# Nanteau-sur-Lunain
Nanteau-sur-Lunain is een gemeente in het Franse departement Seine-et-Marne (regio Île-de-France) en telt 696 inwoners (2004). De plaats maakt deel uit van het arrondissement Fontainebleau.

## Geografie
De oppervlakte van Nanteau-sur-Lunain bedraagt 13,4 km², de bevolkingsdichtheid is 51,9 inwoners per km².
De onderstaande kaart toont de ligging van Nanteau-sur-Lunain met de belangrijkste infrastructuur en aangrenzende gemeenten.

## Demografie
Onderstaande figuur toont het verloop van het inwonertal (bron: INSEE-tellingen).